# Orlay Jenő
Orlay Jenő, (eredeti neve Obendorfer Jenő, beceneve Chappy, majd Csöp[p]i) (Budapest, Józsefváros, 1905. október 31. – München, 1973. március 28.) zenekarvezető, zeneszerző, dzsesszdobos.

## Becenevének eredete
A Chappy nevet a csöpi szóból ferdítették (150 centiméter körüli, zömök ember volt). Az 1940-es években előbb a hungarizmus, majd a szocialista időszak névmagyarosítási mániája miatt kezdték „csöpizni”.

## Pályakép
Obendorfer Károly fuvaros és Gemsz Jozefa fia. Édesapjának fakereskedése volt a józsefvárosi Kálvária utcában. Testvérével a cigányprímásairól híres közeli Mátyás tér gyerekeihez jártak improvizációs és ritmuskészségüket fejleszteni. 
Pályáját színészként kezdte, majd táncos volt a Rákóczi út 63.-ban működő Tabarin mulatóban. Az ott játszó Csibész (Grünhut) Béla tanította dobolni. Az 1920-as években Arthur Briggs (néger trombitás) zenekarában játszott. Az 1940-es évek legnépszerűbb és egyik legjobb big bandjét vezette. Európát és a Távol-Keletet is bejárta dobosként és zenekarvezetőként. Utána Budapesten karmesterként és zeneszerzőként dolgozott. A Moulin Rouge dirigenseként, vezénylés közben nemcsak táncolt, de akrobatikus ugrásokat is csinált. Akkoriban jórészt dzsesszelőadóként ismerték
Nevéhez fűződik a legkülönbözőbb dobpárbajok szervezése és népszerűsítése is.
Az 1960-as években zenekarával a Budagyöngye nevű előkelő szórakozóhelyen muzsikált.
Sok örökzölddé vált dal szerzője volt.
1934-ben Surabayában megházasodott, felesége Scheiner Margit táncosnő lett.
- Egy hanglemez: Dobpárbaj.

## Orlay Chappy and His Orchestra
A zenekar összeállítása időről-időre változott. Az egyik változat a PointCulture honlapon olvasható.
- Szepesi György (trombita)
- Kelényi György (trombita)
- Pozsonyi István (harsona)
- Víg György (klarinét, altszaxszaxofon)
- Csepek István (szaxofon)
- Seprődy Sándor (klarinét, tenorszaxofon)
- Urbán István (harsona, zongora)
- Schlotthauer József (nagybőgő)
- Weisz „Api” Árpád
- Orlay Jenő (dob)

Olykor együtt játszott nagybőgős bátyjával, Obendorfer Árpáddal is (Leczák Árpád) aki a zsargonban a „Borzas”, vagy a „Sérókám” névre hallgatott.

## Royal Revü Varieté
- Kemény Egon – Nádassy László: „Éva és a férfiak” Bemutató: 1945. december 22. Royal Revü Varieté. Igazgató: Ehrenthal Teddy. Fő szerepekben: Kelemen Éva, Gozmány György, Rátonyi Róbert, Kardos Magda, Soltész Any, Antalffy József, Pártos Gusztáv. Közreműködött: Chappy (Orlay Jenő) 15 tagú szimfonikus jazz-zenekarával. Rendező: Szabolcs Ernő.
- Kemény Egon – Szenes Iván: „Kiigényelt szerelem” Bemutató: 1946. február 1. Royal Revü Varieté (Farsang 1946 – Konfetti), Igazgató: Ehrenthal Teddy. Fő szerepekben: Kardos Magda, Lugosi György, Kollár Lívia, Murányi Lili, Varga D. József, Dezsőffy László. Kisért: Chappy (Orlay Jenő) 15 tagú zenekara. Rendező: Szabolcs Ernő.

## Slágerei
A szerzőséggel kapcsolatosan a lemezcímkék kellő felvilágosítással szolgálnak
- Orlay–Lantos Olivér: A haja szőke volt[15] (Karády Katalin)[16]
- Orlay: Dob párbaj. Odeon 1943, A 198271-1[17]
- Orlay: Signal-Fox. Siemens Polydor D47803-161 (Nagy Szimfonikus Tánczenekar)
- Orlay (zene és szöveg): Mit ér a büszkeség (Egy elfelejtett régi csókért...címmel) Odeon A 198278-a (Horváth Ernő és a Radics quartet)
- Orlay (zene és szöveg): Jumba (Aki vízzel főz, az a kislány könnyen győz).[17] Siemens Polydor D 47804/272B (Nagy Sziomfonikus Tánczenekar)
- Orlay: Vagy-vagy (Dobpárbaj). Siemens Polydor D 47803/261 B (Nagy Szimfonikus Tánczenekar)
- Orlay-G. Dénes György: Ezt a nagy szerelmet tőled kaptam én[18] Durium-Patria D 10.042 (Karády Katalin)
- Orlay-G. Dénes György: Tavasszal kell a szerelem. Qualiton EP 7252 (Vámosi János)
- Orlay-Vécsey Ernő: Azt mondják rólad. Qualiton EP 7252, 1963 (Záray Márta)[19]
- Orlay–Nádas Béla: Dal a halhatatlanságról[20] (Ákos Stefi)
- Orlay–G. Dénes György: Egész Pest rajtam nevet (Fényes Kató)
- Orlay (zene és szöveg): Mintha ma látnám őt. Polydor 47717 (Ania Suli énekel)
- Orlay–Halász Rudolf–Szenes Iván: Örökké elkísér az első szerelem (1953)
- Orlay–Kellér Dezső: Hoppla-hó[20] (Ákos Stefi)
- Orlay–G. Dénes György: Mert a nagy szerelmek nem gyógyíthatók; Qualiton LPM 16786 (Rácz Vali), Siemens Polydor A 47728  (Ania Suli)
- Orlay (zene és szöveg): Tudom, miért. Siemens Polydor H 47716 (Barabás Sári)
- Orlay–Szenes Iván: Ilyennek képzeltelek[21] Tonalit A 108-b (Karády Katalin)
- Orlay–Halász Rudolf: Gyakran a muzsika pompás gyógyszer; M.H.V.  T 7155[22] (Ákos Stefi)
- Orlay (zene és szöveg): Tedd ide, tedd oda[23] (Rácz Vali), Buttola Ede zenekarával a Vidámsághangverseny című filmből. Imperial Record, JU 3002 (Bodnár Piri)

## Hangosfilm
Több filmben is szerepelt előadóként, az Egy pofon, egy csók című filmben szerzőként is és néhány további filmes megjelenése a Hangosfilm Lexikonban olvasható
- Rozmaring (1938)
- Erdélyi kastély (1940)
- Ágrólszakadt úrilány (1943)
- Tarka-barka (1943)
- Jazzálom (rövidfilm, 1943)[17]
- Egy pofon, egy csók (1944)
- Vidámsághangverseny (rövidfilm, 1943)[26]

## Könyve
- Chappy. Dzsessz-dobbal a világ körül; May J. Ny., Bp., 1943[27]